# Il était une fois le Bronx
Pour plus de détails, voir Fiche technique et Distribution.
Il était une fois le Bronx (A Bronx Tale) est un film américain réalisé par Robert De Niro sorti en 1993. Le film est une adaptation de la pièce A Bronx Tale (en).

## Synopsis
Au début des années 1960 dans l'arrondissement du Bronx à New York, Sonny LoSpecchio et sa bande sont établis dans le quartier de Fordham, principalement habité par des descendants d'Italiens. Lorenzo Anello, chauffeur de bus et père d'une famille d'origine italienne, tente d'empêcher son fils Calogero de fréquenter ce milieu, cette bande qu'il juge malsaine.
Craint par les habitants du quartier, Sonny passe beaucoup de temps devant le bar Chez Bippy avec sa bande. Calogero habite à deux immeubles du bar, il est fasciné par Sonny et l'observe très souvent. Un jour, Calogero est témoin d'un meurtre commis par Sonny. Interrogé par la police, il ment afin de respecter la loi du silence. À partir de ce jour, Sonny considère Calogero comme son propre fils. Malgré les ordres de ses parents, Calogero passe le plus de temps possible au Chez Bippy.
Les années passent. À 17 ans, Calogero fait la connaissance de Jane, une camarade de lycée. Jane habite l'avenue Webster  qui jouxte Fordham, dans un quartier habité principalement par des afro-américains. Le jour où Calogero et Jane ont rendez-vous, des amis de Calogero agressent des noirs qui traversent Fordham à vélo. Présent, Calogero tente de protéger une des victimes. Pour se venger, des œufs sont lancés là où Calogero et ses amis ont l'habitude de se réunir. Furieux, ils préparent des cocktails molotovs et volent une voiture. Calogero monte dans la voiture puis, lorsqu'il découvre le projet de ses amis, souhaite sortir mais reste pour ne pas passer pour un lâche. C'est Sonny qui fait arrêter la voiture et oblige Calogero à sortir. Les autres vont lancer les cocktails molotovs mais l'opération tourne mal : la voiture prend feu et les occupants meurent brûlés.
Réalisant que Sonny lui a sauvé la vie, Calogero va le retrouver mais, avant d'avoir pu lui parler, Sonny se fait tuer par le fils de l'homme assassiné huit ans auparavant. Néanmoins Calogero est placé sous la protection de la bande de Sonny, la mafia italienne, bien qu’il n’en fasse pas partie.

## Fiche technique
- Titre : Il était une fois le Bronx
- Titre québécois : Une histoire du Bronx
- Titre original : A Bronx Tale
- Scénario : Chazz Palminteri, tiré de sa pièce de théâtre du même nom (1986).
- Réalisation : Robert De Niro
- Décors : Wynn Thomastitre
- Costumes : Rita Ryack (en)
- Photographie : Reynaldo Villalobos (en)
- Montage : Robert Q. Lovett et David Ray
- Musique : Butch Barbella
- Production : Jane Rosenthal, Jon Kilik, Robert De Niro
- Sociétés de production : Price Entertainment, B.T. Films, Tribeca Productions
- Sociétés de distribution : Savoy Pictures, Cipa, Home Box Office Home Video (HBO)
- Pays d'origine :  États-Unis
- Langue d'origine : anglais
- Genre : Drame et film de gangsters
- Durée : 121 minutes
- Dates de sortie : 
  - Canada :  14 septembre 1993
  - États-Unis : 20 avril 1994
  - France : 20 avril 1994

## Distribution
- Robert De Niro (VF : Jacques Frantz) : Lorenzo Anello
- Chazz Palminteri (VF : Hervé Bellon) : Sonny LoSpecchio
- Lillo Brancato (VF : Emmanuel Curtil) : Calogero « C » Anello à 17 ans
- Francis Capra (VF : Dimitri Rougeul) : Calogero « C » Anello à 9 ans
- Taral Hicks (VF : Sylvie Jacob) : Jane Williams
- Kathrine Narducci (VF : Marie Vincent) : Rosina Anello
- Clem Caserta : Jimmy Whispers
- Alfred Sauchelli Jr. : Bobby Bars
- Frank Pietrangolare : Danny KO
- Joe Pesci (VF : Roger Crouzet) : Carmine
- Robert D'Andrea : Tony « la Moumoute » (Tony "Toupee" en VO)
- Eddie Montanaro (VF : Roger Lumont) : Eddie « le Poissard » (Eddie "Mush" en VO)
- Fred Fischer : JoJo « la Baleine » (JoJo "the Whale" en VO)
- Dave Salerno : Frankie « Tronche de Cake » (Frankie "Coffeecake" en VO)
- Joe D'Onofrio : Slick à 17 ans
- Luigi D'Angelo : Aldo à 17 ans
- Louis Vanaria : Crazy Mario à 17 ans
- Dominick Rocchio : Ralphie à 17 ans
- Patrick Borriello : Slick à 9 ans
- Paul Perri : Crazy Mario à 9 ans
- Thomas A. Ford (VF : Georges Aubert) : Phil « le Marchand » (Phil "the Peddler" en VO)
- Rocco Parente : le conducteur (Hey Marie !)
- Louis Gioia : le prêtre
- Mitch Kolpan : le détective Belsik
- Phil Foglia : le détective Vella
- Tony Sirico: un mafioso
- Richard DeDomenico : Priest
- Max Genovino : Louie Dumps
- Ralph Napolitano : Gino
- Steve Kendall : Red Beard
- A.J. Ekoku : AJ
- Sobe Bailey : Willy

## Commentaires
- Il était une fois le Bronx est le tout premier film de Robert De Niro en tant que réalisateur. Le film est mis en musique grâce à des groupes « oldies » tels que The Cleftones, il aborde des sujets importants comme l'amitié, l'affection, le passage de l'enfance à l'âge adulte, le bien et le mal, la vie des immigrés italiens, la famille ainsi que le racisme.
- Les thèmes du film comme la famille et l'immigration italienne aux États-Unis, dont Robert de Niro est lui-même issu, sont des thèmes qui lui sont chers, déjà abordés dans des films où il a joué comme Le Parrain 2 de Francis Ford Coppola où il interprétait le rôle de Vito Corleone jeune qui tente de s'intégrer dans la société américaine.
- Le titre français du film, Il était une fois le Bronx, fait référence aux titres français de la Trilogie du temps de Sergio Leone sur l'histoire américaine, dont Il était une fois en Amérique où Robert de Niro jouait notamment le rôle principal, ainsi qu'aux deux autres, Il était une fois dans l'Ouest et Il était une fois la révolution.
- Joe Pesci, grand ami du comédien réalisateur Robert De Niro, fait une apparition à la fin du film.
- L'histoire retrace l'enfance de l'acteur italo-américain Calogero « Chazz » Palminteri qui interprète dans le film le rôle de Sonny.
- Robert De Niro dédie ce film à son père, Robert de Niro Senior.

## Distinctions

### Récompenses
- 1996 : Sant Jordi Awards (Best Foreign Actor) pour Chazz Palminteri

### Nominations
- 1994 : Young Artist Awards pour Francis Capra
- 1994 : Casting Society of America, États-Unis, pour Ellen Chenoweth